# White kiss
『White kiss』（ホワイト・キス）は、子安武人の16枚目のアルバム。2001年12月5日にサイトロン・デジタルコンテンツよりリリースされた。

## 解説
1999年からソロ活動を休止していた子安武人のソロ活動再開第1弾。OVA『ふしぎ遊戯 -永光伝-』エンディングテーマである「YES-ここに永遠がある-」等が収録されている。

## 曲目
1. Walkin' in the happiness
  - 作詞：森由里子、作曲・編曲：酒井良
2. Profile〜遠い横顔
  - 作詞：森由里子、作曲・編曲：酒井良
3. first impression
4. いつか君に
  - 作詞：MASASHI、作曲・編曲：酒井良
5. YES-ここに永遠がある-
  - OVA『ふしぎ遊戯 -永光伝-』エンディングテーマ
  - 作詞：森由里子、作曲・編曲：酒井良
6. second impression
7. 君のそばにいたいよ
  - 作詞：濱田理恵、作曲・編曲：羽毛田丈史
8. White Kiss
  - 作詞：森由里子、作曲・編曲：羽毛田丈史